# Steve Robertson
Steve Robertson (ur. 4 lipca 1964 roku w Londynie) – brytyjski kierowca wyścigowy i menedżer.

## Życiorys
Robertson rozpoczął karierę w wyścigach samochodowych w 1989 roku od startów w Brytyjskiej Formule 3 oraz Cellnet Superprix. W edycji brytyjskiej czterokrotnie stawał na podium, w tym raz na jego najwyższym stopniu. Z dorobkiem 27 punktów uplasował się na piątej pozycji w klasyfikacji generalnej. W Cellnet Superprix był trzeci. W tym samym roku nie ukończył Grand Prix Makau. W późniejszych latach pojawiał się także w stawce Formuły 3000, Firestone Indy Lights Championship oraz British Touring Car Championship.
W Formule 3000 Brytyjczyk wystartował w siedmiu wyścigach sezonu 1992 z brytyjską ekipą Superpower. Nigdy jednak nie zdobywał punktów. Został sklasyfikowany na 22 miejscu w końcowej klasyfikacji kierowców.